# Algerisches Parlament
Das Parlament von Algerien besteht aus zwei Kammern:
- Nationalrat (Oberhaus)[1]
- Nationale Volksversammlung (Unterhaus)[2]

Beide Kammern haben ihren Sitz in Algier, der Hauptstadt von Algerien.